# 역사철학강의
《역사철학강의》(歷史哲學講義, 독일어: Vorlesungen über die Philosophie der Weltgeschichte, VPW)은 독일의 철학자 게오르크 빌헬름 프리드리히 헤겔(Georg Wilhelm Friedrich Hegel, 1770-1831)의 주요 작품 중 하나로, 베를린 대학에서 1822년부터 1831년까지, 모두 5회에 걸쳐 행해진 강의를 토대로 하여 쓰여졌다. 이 작품은 역사가 이성의 지배를 따르며, 역사의 자연적 과정은 절대정신(絶對精身)의 외화(外化)에 기인한다는 것을 보이기 위하여 헤겔 철학의 용어로 세계의 역사를 제시하고 있다. 헤겔을 처음 공부하는 학생에게 헤겔의 철학을 소개할 때 《역사철학강의》는 좋은 입문서가 된다. 다른 저작들에서 보이는 헤겔의 난해한 문체가 이 책에서는 비교적 잘 드러나지 않으며, 책의 내용상 구체적이고 현실적인 사건들을 다루고 있으므로 상대적으로 접근하기 쉽기 때문이다.
이 작품은 헤겔이 죽고 6년이 지나서 학생들의 강의록과 헤겔 자신의 강의노트를 편집하여 1837년에 편집자 에두아르트 간스(Eduard Gans)에 의해 처음으로 출판되었다. 독일어 2판은 원 강연자 헤겔의 아들인 카를 헤겔(Karl Hegel)에 의해 1840년에, 또 독일어 3판은 게오르크 라손(Georg Lasson)에 의해 1917년에 출판되었다.

## 주제

### 정신과 역사
이 책의 많은 부분은 정신(독일어: Geist)이라는 개념을 설명하고 특징짓기 위해 할애된다. 이 '정신'은 인류의 '문화'와 유사하며, 끊임없이 그 자신을 사회의 변화와 발맞추어 재구성해 나가는 동시에 그 변화를 헤겔이 이성의 간계라 부르는 것을 통해 생산한다. 이 책의 다른 중요한 주제는 세계의 역사로, 이는 지역이나 국가의 역사라기보다는 '세계' 자체의 역사이다. 일찍이 요한 고트프리트 헤르더(Johann Gottfried Herder, 1744-1803)나 요한 고틀리프 피히테(Johann Gottlieb Fichte, 1762-1814)와 같은 사상가들은 세계의 역사와 국민 의식의 개념과 중요성에 관하여 저술을 남겼으며, 헤겔의 철학은 이 책에서 이러한 추세를 계승해 나간다.(다만, 이 책에서는 정신의 현시로서 인류의 문화사와 지성사의 전 영역을 이해하려 노력했다는 점이 차별화된다)

#### 역사 발전의 세 단계
헤겔이 말하는 역사 발전의 세 단계는 각각, 현실적으로 개인이 생겨나는 첫 단계, 과거의 세계사적 민족과 접촉하는 가운데 대외전쟁에서 승리를 거두어 국가의 독립과 행복을 구가하는 둘째 단계, 후대의 세계사를 담당할 민족과 맞부딪쳐 쇠퇴와 몰락의 아픔을 맛보는 단계로 구성된다. 첫째 단계에서는 외부의 앞선 문명으로부터 지식과 문화를 흡수하여 내부에서 일어나는 힘과 융합되며 민족이 차근히 발전해 나간다. 그 끝 무렵에서는 외부로부터의 유입과 내부로부터의 분출이 성공적으로 융화되어 선행하는 문명과 대결할 수 있는 독자적 역량을 북돋운다. 둘째 단계에서는 마침내 선행 문명에 대한 승리를 거두어 행복의 시기를 구가하나, 이렇게 민족이 외부를 향하게 되면 내부의 정치기구가 느슨해지고 긴장이 이완되어 내부 분열이 생겨난다. 그러한 단계를 거쳐 마침내 마지막 단계에서는 좀 더 고도의 정신을 소유한 민족과 충돌하여 몰락하게 된다. 헤겔은 이러한 과정을 세계사의 모든 민족에게서 동일한 양상으로 발생하는 보편적 과정이라고 주장한다.

### 신정론
헤겔은 그의 《역사철학강의》를 명시적으로, 신의 섭리와 역사적인 악의 화해를 다루는 신정론으로서 제시한다. 이것은 헤겔을 역사적 사건들을 보편적 이유의 견지에서 고려하도록 한다: "몇 가지 전제를 승인하면 이러한 것들은 허용되며… 그것이 이치에 닿는지 아닌지는 역사철학을 논하는 가운데 증명될 것이기 때문이다. 신의 첫 번째 섭리가 세상 사건들을 관장한다는 것임은 이성의 원리에 걸맞은 진리이다. 왜냐하면 신의 섭리란 세계의 절대적, 나아가 이성적인 궁극 목적을 실현하는 전능한 지혜이기 때문이다. 이성은 지극히 자유롭게 자기를 실현하는 사고인 것이다." 세계는 궁극적으로, (여기에서는 신으로 이해되는) 절대정신이 역사의 승리와 비극 안에서 자신을 알아 가며 그 안에서 완전히 참된 자신이 되도록 설계되어 있는 것이다.
헤겔은 이성의 목표를 변신론적으로 파악하는 과정에 관해서도 언급한다: "변신론은 … 세계 안의 해악 일반을 개념적으로 이해하여 사유적 정신과 악이 유화되는 일종의 신의 변명 … 세계사만큼 이와 같은 유화적 인식이 요구되는 것은 어디에도 없다. … 이 화해는 … 부정적인 것이 지니고 있는 힘을 잃게 하여 … 긍정적인 인식에 의해서만 달성된다. … 무엇이 진정 세계의 궁극적 목적인가 하는 의식, 다른 한편으로는 그 궁극 목적이 세계 안에 실현되는 과정…, 죄악은 결국에는 그 존립기반을 잃는다는 것을 의식함으로써만 달성될 수 있다." 이같은 설명은 세계사를 선과 악에 대한 변증법적 과정으로 파악하는 것이라고 볼 수 있다.

### 자유와 발전
헤겔에 따르면, "세계사란 정신이 스스로를 자유라고 의식하는 자유의식의 발전과정과 이 의식에 의해서 산출되는 자유의 실현과정을 나타낸 것이다." 이러한 실현과정은 수천년에 걸쳐서 발전해 온 다양한 문화들을 연구하고 자유가 그것들을 통해 자신을 외화하는 방식을 이해함으로써 관찰된다. 역사에 관한 설명은 고대 세계에서부터, 헤겔이 그들을 이해한 대로 진행된다. 그의 문명에 대한 설명은 19세기 유럽 학문에 의존해 있었으므로, 피할 수 없는 유럽 중심적 편견을 포함하고 있다. 동시에, 그는 그 특유의 진보 사관에 의해 단순히 고대 문명들과 비유럽 문화들을 업신여기는 것을 굳이 의도했다기보다, 오히려 그것들을 (그것들이 불완전하거나 미개하다면) 절대정신의 외화에 있어서 필수적인 단계로 보았다. 이러한 사관에 입각해서, 다음과 같이 헤겔은 유명하고 논쟁의 소지가 다분한 자유 개념을 주장한다.
세계의 역사란, 정신이 본래의 자기를 차츰 정확하게 알아가는 과정을 서술하는 것이라고 할 수 있다. … 동양인들은 정신 그 자체, 또는 인간 자신이 그 자체로서 자유임을 알지 못한다. 자유임을 모르기 때문에 자유롭지 않은 것이다. 그들은 한 사람만이 자유임을 알 뿐이다. … 그리스인에게서 비로소 자유 의식이 등장했다. 따라서 그리스인은 자유로웠다. 그러나 그리스인이나 로마인은 특정 사람만이 자유라고 생각했지, 인간 그 자체로서 자유임은 알지 못했다. … 게르만 국가가 받아들인 기독교 안에서 인간이 그 자체로서 자유이며, 정신의 자유야말로 인간의 가장 고유한 본성을 이룬다는 의식이 생겼다.
달리 말해서, 헤겔은 역사에서 단 한 사람에게만 자유가 주어지는 전제정으로부터, 자유가 소수의 특권인 상태로, 다시 인간 자신이 그 자체로서 자유라는 굳건한 자유 개념으로 자유의 의식이 진행한다는 주장을 하고 있는 것이다. 헤겔은 인간의 자유정신이 정신과 피치자의 열망을 구체화시킨 대영 제국이나 프러시아와 같은 게르만 민족의 입헌 군주정 하에서 가장 잘 함양될 수 있다고 믿는다. 이러한 사관 하에서 헤겔의 자유가 "하나, 약간, 전체"로 퍼져나간다는 명제는, 그의 역사철학 전반에 걸쳐서 그가 취한 기본적인 지리적 은유, 즉, "세계사는 동에서 서로 향한다. 유럽은 세계사의 끝자락을 쥐고 있음에 불만이 없으며, 아시아는 세계사의 시작이기 때문이다. 그냥 동쪽이라고 하면 상대적이지만 세계사에서는 절대의 동이 존재한다."에 조응하고 있다. 동양이 언급될 때, 그가 이따금 중국을 언급하고 매우 많은 지면을 인도와 인도 종교를 논의하는 일에 할애하기는 하지만, 일반적으로 페르시아의 역사적 문화를 염두에 두는 것으로 보인다.
기타의 여러 자유 의식을 가진 민족들과 대비할 목적으로, 서문의 끄트머리 부분에서 헤겔은 흑인에 관해 잠시 언급하기도 한다. 이때 흑인은 자유를 전혀 의식하지 못하고 있으며, 도덕적 감정이 매우 희박하고, 극도로 감각적인 존재로 묘사된다.

## 각 장의 개요

### 서문
역사철학강의는 헤겔 사후에 출판되었기 때문에 저자 대신에 이 책을 편집하여 출판한 에두아르트 간스(Eduard Gans)가 제1판 서문을 그리고 헤겔의 아들인 카를 헤겔(Karl Hegel)이 제2판 서문을 썼다.

### 서론
서론에서는 몇 가지 기본 개념들이 헤겔의 방식으로 정립되고, 후에 탐구할 주제들에 관하여 기본적인 논구가 이루어진다. 헤겔은 먼저 역사 고찰의 종류를 '사실 그대로의 역사', '반성적 역사', '철학적 역사'의 세 가지로 구분하는데, 이때 헤겔이 주장하는 '철학적 역사'란 일반적으로 역사철학이라 불리는 것과 관련이 있다. 헤겔은 사실 그대로의 역사와 반성적 역사가 갖는 문제점을 지적하고, '이성이 세계를 지배하고, 세계 역사가 이성적으로 진행한다는 사상'을 철학적 역사의 요지로서 제시한다.

#### 세계사적 개인
헤겔은 정신의 본성과 세계사의 진행에 대하여 논하는데, 이에 관해 먼저 중요한 화두로 세계사적 개인이 등장한다. 이에 관해 헤겔의 언급을 들어 보자: "세계사적 개인은 이렇게 저렇게 고민하지 않는다. 아무것도 고려하지 않고 그 목적을 향하여 한길로 돌진한다. 그렇기 때문에 자신과 관계없는 일에 대해서는 위대한, 때에 따라서는 신성한 것마저도 경솔하게 다루는 경우도 있다. 이런 태도는 물론 도덕적 비난을 받아 마땅하다. 그러나 이와 같은 위인이, 자신이 가는 길 앞에 놓인 많은 죄 없는 꽃을 짓밟고, 많은 것을 밟아 뭉개는 것도 하는 수 없는 일이다." 즉 헤겔의 개념에서 세계사적 개인은, 세계사적 일반 이념의 실현을 위해 다른 사소한 것들을 희생할 준비가 되어 있는 인물이다. 이와 같은 인간의 행위에서 그가 정념에 사로잡혀 행동하였거나 개인적 명예욕, 정복욕 등에 따라 행위하였다고 비난받는 것은 이러한 일반 이념의 관점에서 볼 때는 사소한 일이다. 또한, 이러한 세계사적 개인들이 활동하는 세계사의 전환기에서 역사는 행복을 생산하지 않는다는 것은 헤겔에게 있어서 명백하다: "세계사에 있어서 행복한 시대란 내실이 없는 시대, 대립 없는 균형의 시대인 것이다. … 절대적 목적 같은 것이 문제인 경우에는 이와 같은 … 것이 이성적인 세계질서의 한 계기가 되어서는 안 된다. … 역사는 행복이 자라는 토양이 아니다. 역사 속에서 행복의 시기는 역사의 빈 페이지이다" 세계사적 개인의 예로, 헤겔은 율리우스 카이사르나 알렉산드로스 대왕과 같은 예를 든다.

#### 국가
헤겔은 현실에서 '정신의 완전한 실현형태'로서 국가를 제시한다. 이때 국가는 현실적으로 존재하는 공동생활로서, 공동의지 자체로 법, 도덕과 함께 존재한다. 국가는 일반적이고 본질적인 의지와 주관적인 의지의 통일체이고 이 안에서 공동정신이 성립하는 토대가 되는데, 헤겔에게는 이 공동체의 법칙은 우연한 존재(들)이 아니라 '이성' 그 자체라는 점이 중요하다. 그에 따르면, 국가의 목적은 이러한 공동정신이 인간의 현실적 생활이나 심정 안에서 생생히 존재하고 존속하게끔 하는 것이다. 나아가 헤겔은 '국가야말로 절대 궁극 목적인 자유를 실현한 자주독립의 존재'이고, '인간이 지니는 모든 가치와 정신의 현실성은 국가를 통해 주어지'며, '국가는 신의 이념이 지상에 모습을 드러낸 것'이라는 주장을 한다.

#### 민족과 정신
서문에서는 민족개념 역시 매우 중요하게 다루어진다. 헤겔은 국가를 논의하면서, '세계사에서는 국가를 형성한 민족만을 문제로 삼' 으며, '한 민족의 정치체제는 그 종교나 예술, 철학, 또는 적어도 그 겉모습이나 사상, 교양일반과 연관되어 하나의 실체, 하나의 정신을 형성한다'는 주장을 펼친다. 민족의 일반적인 정체성의 기저를 구성하는 민족정신은 국가로 주어진 공동체와 국가기구 하에서 국가정신과 통일되는데, 이를 통해 개인은 '민족의 자식임과 동시에 국가가 발전하는 한, 시대의 자식'이 된다. 이 민족정신 개념은 역사적 발전 과정에서 중요한 역할을 하는데, '그 본질적인 모습이 신으로 형상화되어 숭배받아, 받아들여지기에 이르면 그것이 종교이고, 상(像)으로서 직관적으로 표현되면 그것이 예술이며, 인식의 대상이 되어 개념화되면 그것은 철학'이기 때문이다. 이와 같이 종교, 예술, 철학은 국가정신과 불가분의 통일을 이룬 민족정신에 의해 태어난 것이므로, 이것들의 현재 형태와 가장 적합한 것은 바로 현재의 이 국가형태가 된다.
그러나, 보편적인 문제의식에 관해서는 한 민족에 한정되는 민족정신만으로는 충분치 않다. 민족이 단지 존속해 있을 뿐일 때는 이러한 보편적인 문제의식이 생겨나지 않는다. 그 민족정신이 어떤 새로운 것을 바라지 않기 때문인데, 헤겔은 이러한 현행 원리를 넘어설 수 있는 원리로서 정신을 제시한다. 헤겔은 보편적 정신이 여러 민족들의 자연사를 거치며 습관화된 생활을 넘어서 자기의 작품이 무엇인지를 알고, 자기를 사고하기에 이른다 고 주장한다.

### 동양 세계
헤겔은 동양 세계의 원리가 공동정신이 권위로 등장한다는 데 있다고 주장한다. 이에 따라서 개인의 돌출행동이 권위에 의해 억제되고, 법률은 민의에 관계없이 오직 외부로부터의 힘에 의해 구성된 강제법이 된다. 즉, 명령을 내리는 의사는 존재하지만 내면의 명령에 따라 의무를 실행할 만한 의사는 존재하지 않고, 정신이 내면성을 획득하고 있지 않기 때문에 정신은 자연 그대로의 모습으로만 나타날 수 있다. 이와 같이 헤겔은 동양세계를 내면과 외면, 법률과 이해력이 미분화의 상태에 놓여 있는 것으로 파악한다. 이러한 조건에서는 종교와 국가 역시 미분화의 상태에 놓이게 되어서, 동양의 국가들은 전체적으로 신정 정치의 형태를 띤다고 주장된다.
동양 세계는 지역적으로 중국, 인도, 페르시아, 이집트의 네 부분으로 나뉜다.

#### 중국
중국은 황제를 국가의 중심으로 하며, 강력한 관료제가 존재하여 자연의 운행과 비슷한 단조롭고 획일적으로 꽉 짜인 행정 이 운영되고 있으나, 황제의 인격이 고결하지 못할 경우 도처에서 힘의 누수가 생겨나 무질서가 판을 치게 되는 국가이다. 또한 중국인들에게는 어떠한 미신도 허용할 정도로 내면의 비자립성과 정신적 부자유, 정신의 상실이 나타나 있다고 주장된다. 헤겔은 승려가 점과 무속에 종사하며, 『역경』에 나오는 운명의 예언이 사실상 별다를 것 없는 우연한 것인데도 중국인들은 거기에서 마술적인 의미를 찾아내려 하는 것을 그 예로 든다. 헤겔은 중국의 학술 역시, 자유롭고 관념적인 정신의 세계가 그곳에는 존재하지 않으며, 오직 존재하는 것은 경험적인 성질의 것들만이라고 주장한다. 한자는 문자와 소리가 분리되어 있어 그 결합이 매우 불완전하며, 수천 개의 문자를 배우지 않으면 안 되기 때문에 학문의 진전을 방해할 뿐이다. 중국에서 이와 같이 미숙한 국민을 통제하고 지배하는 원리는 바로 가부장제이다.

#### 인도
인도는 '꿈꾸는 정신'을 원리로 하는, 공상과 감정의 나라이다. 극히 일반적인 범신론을 세계관으로 하여 나와 대상이 서로 대립하지 않고, 그 일반적인 본질이 구별되는 일도 없는 미분화의 상태의 남아 있어서 상호간에 정돈된 관계를 이루지 않는다. 확고한 현실에 뿌리내린 산문적인 생활을 영위하고 부지런히 역사를 기록하는 중국과는 달리, 인도에서는 윤곽이 확실한 현실적 대상은 하나도 없고 모든 것이 상상력에 의해 분별할 수 없는 것으로 바뀌며, 명확하게 대상을 객관화하는 힘이 부족하여 역사 같은 것은 완전히 무시된다. 또 인도에서는 카스트 제도에 의해 출신 성분이 본질적으로 결정되어 버리므로, 구별에 의해 실현될 것처럼 보이는 자유가 완전히 부정된다. 헤겔은, 인도는 서양세계 전체의 출발점이며 이러한 전파는 역사 이전에 일어난 것이라고 주장한다.

#### 페르시아
페르시아는 중국과 인도가 줄곧 정체되어 자연 그대로의 식물적인 상태로 존속했음에 반해, 역사의 존재를 나타내는 발전과 변혁의 경험을 갖고 있는 지역이다. 헤겔은 발전의 원리가 페르시아 역사와 함께 시작되기 때문에 페르시아 역사가 세계사의 진정한 시작이라고 주장한다. 중국과 인도에서 오직 보편자와의 합일 하에서 의식이 존재했던 상태에서 벗어나 페르시아에서는 비로소 보편적인 것을 대상화하고 의식적으로 그 본질을 파악하려는 움직임이 일어난다. 페르시아에서 마침내, 정신은 단순한 자연과의 일체화에서 벗어나고, 자연적 결합과는 구별되는 통일원리, 즉 서로 대립되는 보편자들의 통일이 나타난다. 이러한 내용을 담고 있는 것은 젠드족의 조로아스터교인데, 이 교파의 가르침이 담고 있는 페르시아의 정신은 '빛'과 '어둠'의 형식에 각각 상응하는 아후라 마즈다와 아흐리만의 두 신을 각기 대립하는 보편자로 파악하며, 나아가 그 대립을 극복되어야 할 것으로 여긴다. 이 사유 형식과 함께 정신의 직관이 시작되었고, 정신은 자연에게 이별을 고한다. 헤겔은, 이러한 페르시아적 사상원리의 결점은 대립의 통일이 완전한 형태로 인식되지 않는 점에 있다고 말한다.
페르시아 편에서 헤겔은 시리아인, 페니키아인, 유대인들에 대해서도 묘사한다. 이들에 대한 묘사는 분량이 적고 상대적으로 좀 더 피상적이다. 그러나, 여기서 유대인들에 대한 언급은 주목할 가치가 있다. 헤겔은 유대인들이 절대정신을 아직 구체적 정신으로 파악하지 않아서, 구체적인 개인 차원에서는 아직 자유롭지 않다고 논하며, 자기 존재의 본질을 오직 유일신에게만 둔다고 주장한다. 유대교에서는 정신적인 것이 감각적인 것과 단호히 손을 끊고, 자연은 외적인 것, 신성하지 않은 존재로 격하된다. 이러한 토양 하에서 유대민족은 순수한 추상적 사고를 발전시킨다.

#### 이집트
이집트는 페르시아에서 그리스적인 생활로 옮겨갈 때 그 내면적 매개 역할을 한다. 이집트에서는 대립하는 원리들 간의 상호 침투와 해체는 있으나, 이러한 대립자들의 통일은 아직 일어나지 않는다. 이집트의 역사는 어마어마한 모순으로 가득 차 있고 신화와 역사가 뒤범벅이 되어 있다. 또한 이집트인 역시 인도인들과 유사하게 몇 개인가의 카스트로 나뉘어 있다. 그러나 이집트의 제도는 그 합리성으로 인해 고대인들로부터 질서있는 공동체의 모범으로 간주되었다. 이때 이집트인들의 정신은 '자기 안에서 스스로를 객관화하려고 하는 무한한 충동을 갖는 아프리카적 과단성'을 기저로 하지만, 이 정신은 사상 안에서 자기 본질을 자유로이 자각하지 못하고, 정신의 본질은 단지 과제 또는 수수께끼로 내세워져 있는 데 지나지 않는다고 주장된다.

### 그리스 세계
헤겔은 그리스 세계를 세계사의 청년기에 비유하며, 이 그리스 세계에서 정신은 비로소 스스로를 의지와 지식의 내용으로 삼는 데까지 성숙하고, 국가, 가족, 법, 종교가 동시에 개인의 목적이 되며, 개인은 그것들과 관계함으로써 개인으로서 인정을 받는 관계가 성립한다고 말한다. 헤겔은 그리스 문화에 있어서 여러 청년적인 요소들을 강조하며, 윗부분에서 논한 역사 발전의 세 단계를 여기서 제시한다.

## 책의 출판

### 독일어판
Vorlesungen über die Philosophie der Weltgeschichte
편집된 강의록들의 모음집이라는 책의 특성상, 《역사철학강의》의 본문 교정판들은 출간이 늦었다. 오랜 기간 동안 표준 독일어본은 1840년에 출판된 카를 헤겔의 원고였다. 에바 몰덴하우어(Eva Moldenhauer)와 카를 미헬(Karl Michel)의 1986년 판은 본질적으로 카를 헤겔의 판본을 따른 것이다. 독일어로 된 강의록의 유일한 본문 교정판은 게오르크 라손의 네 권짜리 판본(1917-1920)인데, 이 판은 함부르크에서 반복 간행되었다.(1980년에는 최종적으로 두 권으로 편제가 바뀌었다) 후기의 판본에서 긴 서문은 라손의 1955년 판에 기초하여 요한네스 호프마이스터(Johannes Hoffmeister)가 재편집하였다.

### 한국어판
동서문화동판주식회사(동서문화사)에서 권기철의 번역으로 1978년에 《역사철학강의》의 한국어 초판이 나왔다. 2008년 2판이 간행되었고, 이것이 현재 구할 수 있는 유일한 한국어 판본이다. 서문 104쪽, 본문 318쪽, 헤겔 개인에 관한 내용 115쪽, 헤겔 연보 9쪽으로 편성되어 있다. 색인은 없다.
그 외에 삼성출판사에서 1976년, 1982년, 1995년에 김종호의 번역으로 다른 판본이 나온 적이 있었으나, 현재는 품절되어 구할 수 없다.

### 영문판
Lectures on the Philosophy of History, The Philosophy of History
아직 《역사철학강의》의 영어로 된 완역본은 출간된 적이 없다. 최초의 영문 번역은 카를 헤겔의 판본을 토대로 이루어졌는데, 후에 빠진 부분이 많음이 발견되었다. 이 판본은 존 시브리(John Sibree)에 의해 1857년에 출간되었으며, 지금까지도 유일하게 서문뿐 아니라 카를 헤겔의 1840년 원고에 입각해서 강의 본문의 부분을 조금 포함하고 있는 영어본이다. 이 판본은 불완전함에도 영어권 학자들이 종종 사용하며, 영어권에서의 강의에서 주로 읽히고 있다.
강의 서문과 편집자 주가 달린 영어 번역본은 1953년 로버트 허트먼(Robert S. Hartman)에 의해 출간되었다. 허트먼은 호프마이스터의 본문 교정판이 나오기 전에 자신의 번역본을 출판했다. 이 책은 95쪽 가량으로 매우 짤막하다. 이후 나온 번역본으로는, 1974년 니스벳(H. B. Nisbet)에 의해 출간된 호프마이스터의 본문 교정판 서문 영어 번역본이 있다. 이 판본은 호프마이스터 판의 서문과 카를 헤겔 원고의 서문 전문을 포함하고 있다. 이 판본은 영어로 출판된 《역사철학강의》의 유일한 본문 교정판이다. 라손의 판본 후에도, 영어로는 추가적으로 어떠한 판본도 출간되지 않았다.

### 일본어판
歴史哲学講義
현재 아마존 재팬에서 구할 수 있는 일본어판의 《역사철학강의》는 상하권 체제의 슌주샤(春秋社, 춘추사)의 1949년 판본(도합 648쪽)과, 역시 상하권 체제의 이와나미 서점(岩波書店, 암파서점)의 이와나미 문고(岩波文庫, 암파문고)로 나온 1994년 판본(도합 744쪽)과 2003년 판본(도합 744쪽)이 있다. 후자의 경우 2003년 판본이 개정판이며 역자는 동일하다.

### 프랑스어판
Leçons sur la philosophie de l'histoire
현재 아마존 닷컴에서 구할 수 있는 프랑스어판의 《역사철학강의》는 브랭의 철학 도서관(Libraire Philosophique J. Vrin)에서 나온 지블랭(J. Gibelin)의 1946년 판본과(단권 413쪽), 같은 곳에서 나온 1967, 2000, 2004년 판본(최종판의 경우 3권으로 구성되어 있다), 갈리마르 출판사(Gallimard)에서 1990-1991년에 나온 두 권짜리 판본, 그리고 프랑스&유럽 출판 주식회사(French & European Publications Inc)에서 1991년에 나온 두 권짜리 판본이 있다.

### 러시아어판
Лекции по истории философии
현재 오존에서 구할 수 있는 러시아어판의 《역사철학강의》는 디렉트메디아 출판사(Директмедиа Паблишинг, 디렉트메디아 파블리신크)의 2005년 판, 나우카 출판사(Наука, 나우카(과학))의 1993-1994년, 2001년, 2005-2006년 판(각각 총 3권)이 있다.

### 스페인어판
Lecciones sobre la Filosofia de la Historia Universal
현재 아마존 닷컴에서 구할 수 있는 스페인어판의 《역사철학강의》는 테크노스 출판사(Tecnos)가 1987년에 서문, 그리스 세계, 로마 세계 편만을 포함해서 출판한 축약본(568쪽)이 있다.

## 같이 보기
- 게오르크 빌헬름 프리드리히 헤겔
- 이성의 간계
- 정신현상학
- 자연철학 (헤겔)
- 대논리학 (헤겔)